# Milieu- en Natuurraad van Vlaanderen
De Milieu- en Natuurraad van Vlaanderen (Minaraad) is het adviesorgaan van de Vlaamse regering voor alles wat natuur en milieu aanbelangt. De Minaraad werd opgericht in 1991 en bundelt het maatschappelijke middenveld.
Het is de taak van de Raad om het draagvlak voor het milieubeleid te versterken en bij te dragen aan de kwaliteit van het milieubeleid. Dit gebeurt op basis van ondersteunend studiewerk, maatschappelijk overleg tussen alle relevante partners en het schrijven van adviezen voor de Vlaamse Regering en het Vlaams Parlement.
De Minaraad had tot in 2017 zijn hoofdzetel in de Kliniekstraat 25 te Anderlecht tot het in 2017 verhuisde naar het nieuwe Herman Teirlinckgebouw in Brussel.
Onder de regering-Bourgeois zou de raad met de Strategische Adviesraad Ruimtelijke Ordening (SARO) worden samengevoegd tot de Omgevingsraad.

## Samenstelling
De Raad telt 24 stemgerechtigde leden en zeven deskundigen zonder stemrecht.
Hubert David is voorzitter en Monique Sys ondervoorzitter. Beiden worden benoemd door de Vlaamse Regering en hebben stemrecht.
Omdat de milieu- en natuurbenadering centraal staat in de raadswerking, zijn twaalf stemgerechtigde zetels voorbehouden voor vertegenwoordigers van Vlaamse milieu- en natuurverenigingen. Momenteel zijn dit zes personen van Natuurpunt en zes van de Bond Beter Leefmilieu (BBL). BBL is de koepelorganisatie van de milieu- en natuurverenigingen en draagt zijn vertegenwoordigers rechtstreeks voor. De andere plaatsen worden ingevuld vanuit de verenigingen en na advies van de BBL.
De sociaaleconomische partners hebben recht op zes vertegenwoordigers. Ze worden gekozen op voordracht van de organisaties die lid zijn van de Sociaal-Economische Raad van Vlaanderen (SERV). De volgende zes organisaties leveren elk één stemgerechtigde vertegenwoordiger: het Algemeen Belgisch Vakverbond (ABVV), de Algemene Centrale der Liberale Vakbonden van België (ACLVB), het Algemeen Christelijk Vakverbond (ACV), de Boerenbond (BB), de Unie van Zelfstandige Ondernemers (UNIZO) en het Voka (werkgeversorganisatie) (VOKA).
De vier groene sectorraden hebben elk één stem in de Minaraad. Het betreft de Vlaamse Hoge Raad voor Natuurbehoud (VHRN), de Vlaamse Hoge Bosraad (VHBR), de Vlaamse Hoge Jachtraad (VHJR) en de Vlaamse Hoge Raad voor de Riviervisserij (VHRR). De inbreng van deze adviesraden is voornamelijk technisch en sectorgebonden. Zij vertegenwoordigen de verenigingen en experts die begaan zijn met of rechtstreeks gebruikmaken van natuurwaarden.
De Raad doet ten slotte ook beroep op de expertise van zeven niet-stemgerechtigde leden. De Vlaamse Raad voor Wetenschapsbeleid (VRWB) draagt vijf wetenschappers voor. De Vereniging van Vlaamse Steden en Gemeenten (VVSG) en de Vereniging van de Vlaamse Provincies (VVP) vaardigen als vertegenwoordigers van de lokale bestuursniveaus, elk één deskundig lid af. Zij helpen de adviezen te toetsen op hun wetenschappelijke en administratieve haalbaarheid.

## Werking
De Raad is het beslissend orgaan en stelt de adviezen vast.
Het Bureau bestaat uit de voorzitter, de ondervoorzitter, vier leden aangeduid onder de raadsleden en de directeur van het secretariaat. Sinds 2004 zetelen ook twee vertegenwoordigers van de sociaaleconomische partners en één afgevaardigde van de groene sectorraden in het Bureau. Het Bureau bepaalt de agenda van de raadszittingen, volgt de werkgroepen en de werkgroepprocessen op, mandateert het secretariaat, neemt de belangrijkste organisatorische beslissingen en stuurt het personeels- en budgettair beleid. Het Bureau vergadert minstens 10 maal per jaar en beslist, in tegenstelling tot de Raad, met unanimiteit.
Het secretariaat telt één waarnemend directeur, zeven adjuncten van de directeur, twee deskundigen en twee medewerkers. Het ondersteunt de voorzitter en het Bureau bij de uitvoering van genomen beslissingen. Dit komt neer op de voorbereiding en opvolging van alle activiteiten van de Minaraad.
De voorbereiding van ontwerpadviezen en de opvolging van beleidskwesties gebeurt binnen werkgroepen. Deze werkgroepen zijn samengesteld uit raadsleden, plaatsvervangende raadsleden en door hen aangeduide experts. De plenaire raadsvergadering duidt de werkgroepvoorzitter aan. Elke werkgroep wordt bijgestaan door minstens één lid van het secretariaat. De werkgroepen gelden als de motor van de raadsactiviteiten. Ze snijden de voorgelegde problemen ten gronde aan, gaan gedetailleerd in op de discussiepunten en komen tot ontwerpadviezen.

## Voorzitters en ondervoorzitters
| Periode    | Voorzitter                 | Ondervoorzitter   |
| ---------- | -------------------------- | ----------------- |
| 1991-1995  | prof. dr. Aviel Verbruggen | dhr. Hubert David |
| 1995-2004  | prof. dr. Rudi Verheyen    | dhr. Hubert David |
| 2004-heden | dhr. Hubert David          | mevr. Monique Sys |